# 趙淵 (正德進士)
趙淵（1483年—1537年），字弘道，號竹江，浙江台州府臨海縣人，民籍。

## 生平
治《春秋》，行五，由國子生中式弘治甲子科（1504年）浙江鄉試第九十名舉人，年二十六歲中式正德三年（1508年）戊辰科會試第九十三名，第三甲第五十四名進士。初授行人司行人，升行人司副、司正，十六年（1521年）十一月升四川按察司佥事，告归。復除贵州按察司佥事，嘉靖四年（1525年）升雲南布政使司左參議，六年升江西按察司副使，提调学校，八年五月升四川布政司左参政。卒年五十五。著有《万物数注》、《较六壬天文图说》、《竹江集》。

## 家族
曾祖趙參，贈知州。祖父趙岳，府同知。父趙璧。母蒋氏。具庆下，兄榮祖、寅、憲、宠、弟瀾、潭、汘、湘。